# Подгајци Подравски
Подгајци Подравски су насељено место у саставу града Доњег Михољца у Осјечко-барањској жупанији, Република Хрватска.

## Историја
До територијалне реорганизације у Хрватској налазили су се у саставу старе општине Доњи Михољац.

## Становништво
На попису становништва 2011. године, Подгајци Подравски су имали 651 становника.

## Попис1991.
На попису становништва 1991. године, насељено место Подгајци Подравски је имало 750 становника, следећег националног састава:
| Попис 1991.‍ | Попис 1991.‍ | Попис 1991.‍ | Попис 1991.‍ | Попис 1991.‍ |
| ----------- | ----------- | ----------- | ----------- | ----------- |
|             |             |             |             |             |
| Хрвати      | Хрвати      |             | 739         | 98,53%      |
| Срби        | Срби        |             | 5           | 0,66%       |
| Мађари      | Мађари      |             | 2           | 0,26%       |
| Албанци     | Албанци     |             | 1           | 0,13%       |
| Југословени | Југословени |             | 1           | 0,13%       |
| Словенци    | Словенци    |             | 1           | 0,13%       |
| непознато   | непознато   |             | 1           | 0,13%       |
| укупно: 750 |             |             |             |             |